# 国後島
国後島（くなしりとう）は、北海道知床半島から見て根室海峡の東の対岸に位置する島。ロシア名はクナシル島（Остров Кунашир）、英語表記はKunashirである。ロシアによる実効支配が続く北方領土の1つである。ロシアによる統計では、2020年の人口は約1万2000人で、中心都市は 古釜布 （ユジノ・クリリスク，人口7825人）。
島の名前の由来は、アイヌ語の「クンネ・シㇼ/ㇽ（kunne-sir, 黒い・島）」または「キナ・シㇼ/ㇽ（kina-sir, 草の・島）」からであるが、どちらが本当の由来かははっきりとしていない。日本語名もロシア語名も国際標記もこのアイヌ語に起源を持つ。

## 概要

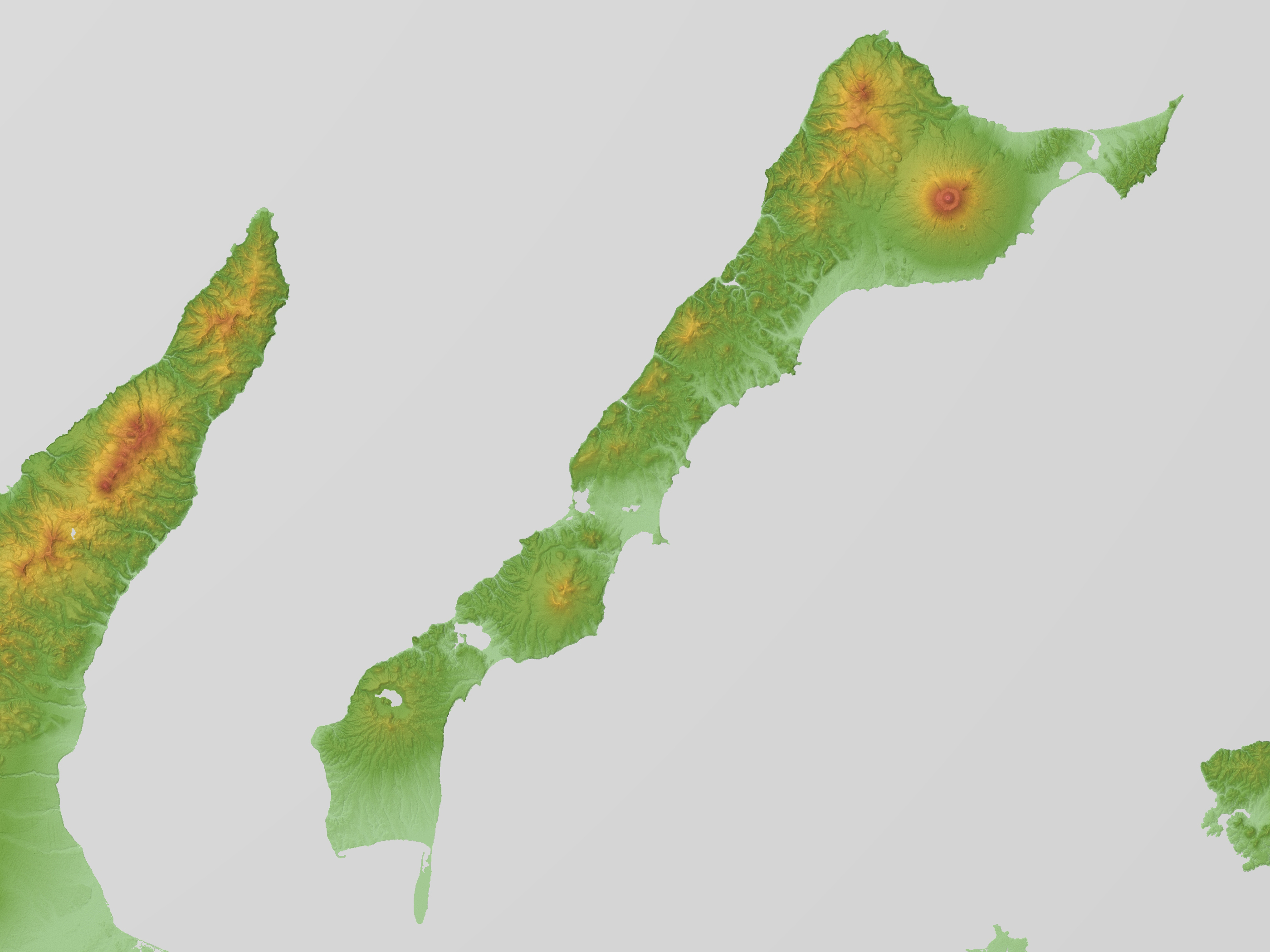
国後島の地形図

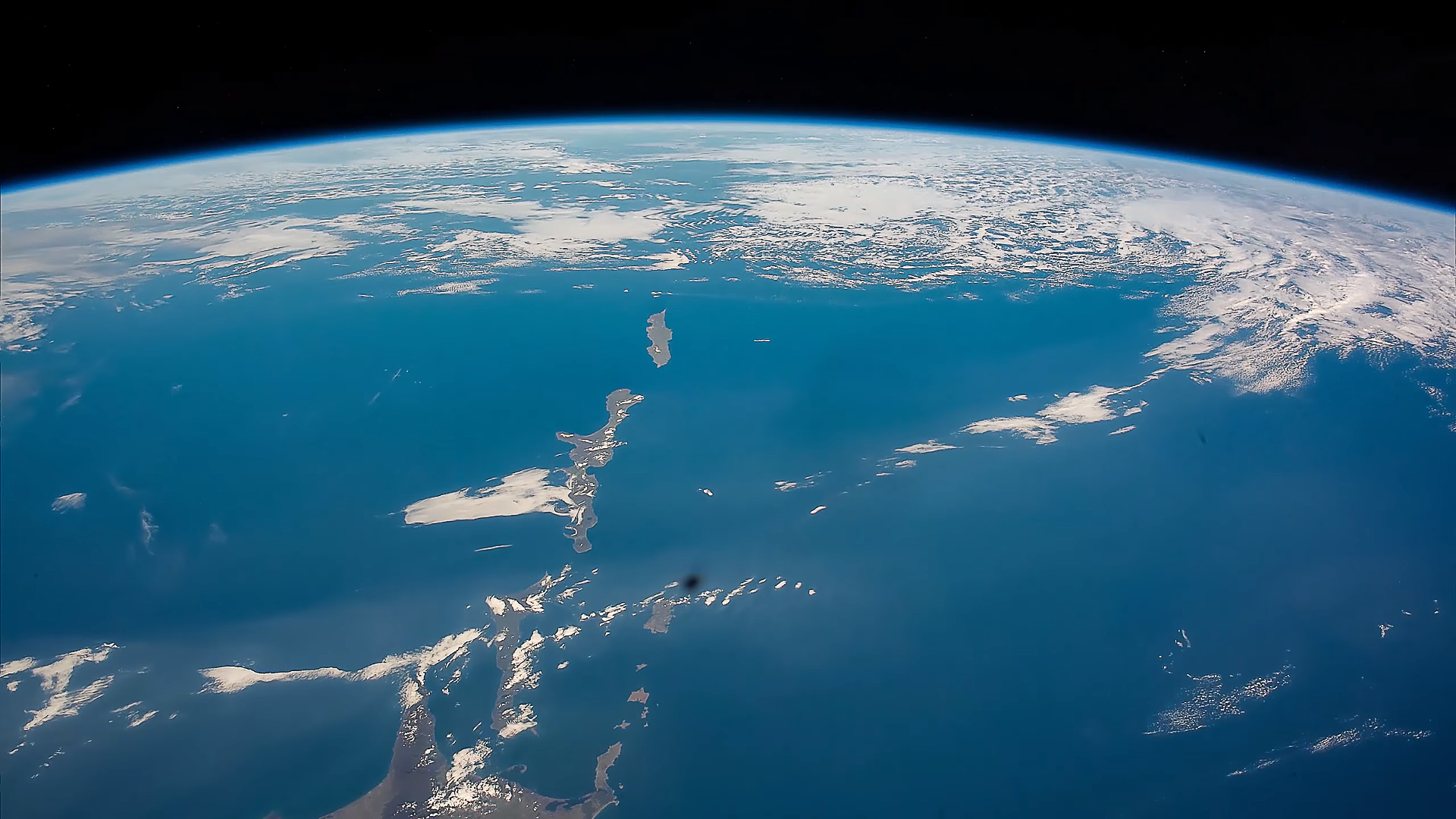
国際宇宙ステーションから見た歯舞群島、色丹島、国後島、択捉島、得撫島

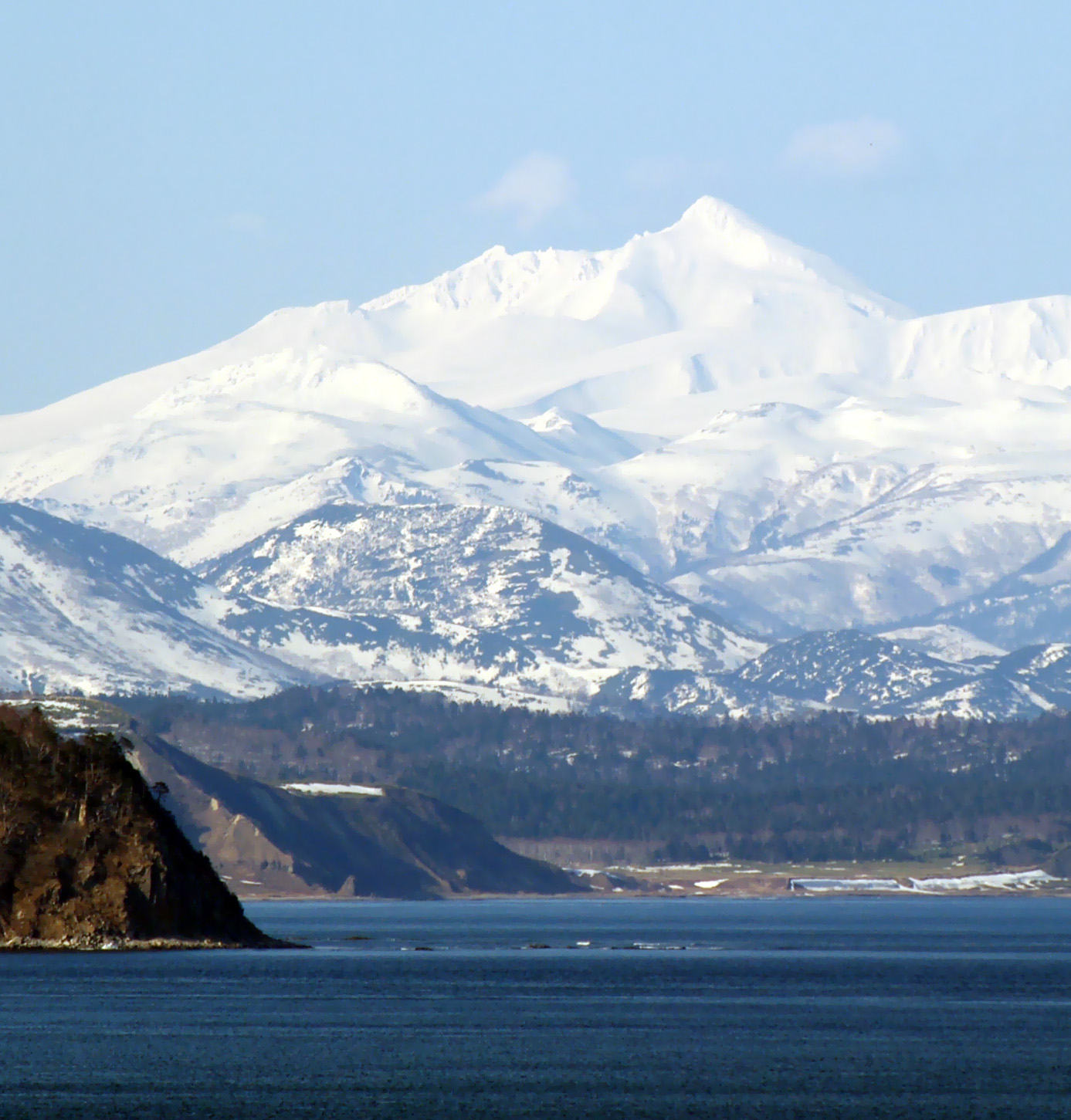
ルルイ岳

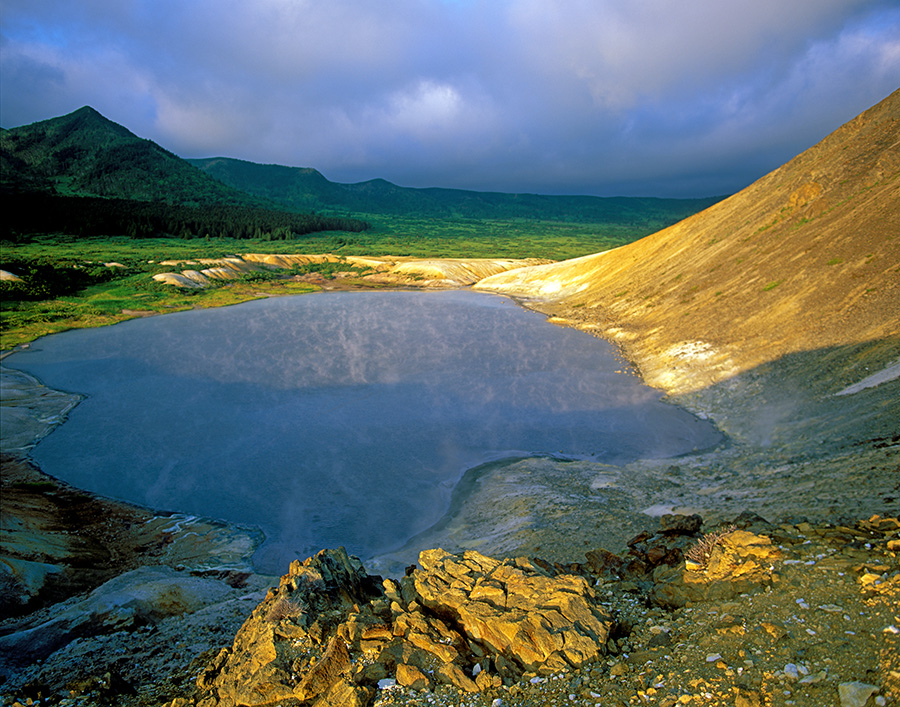
泊山のポントー火口湖

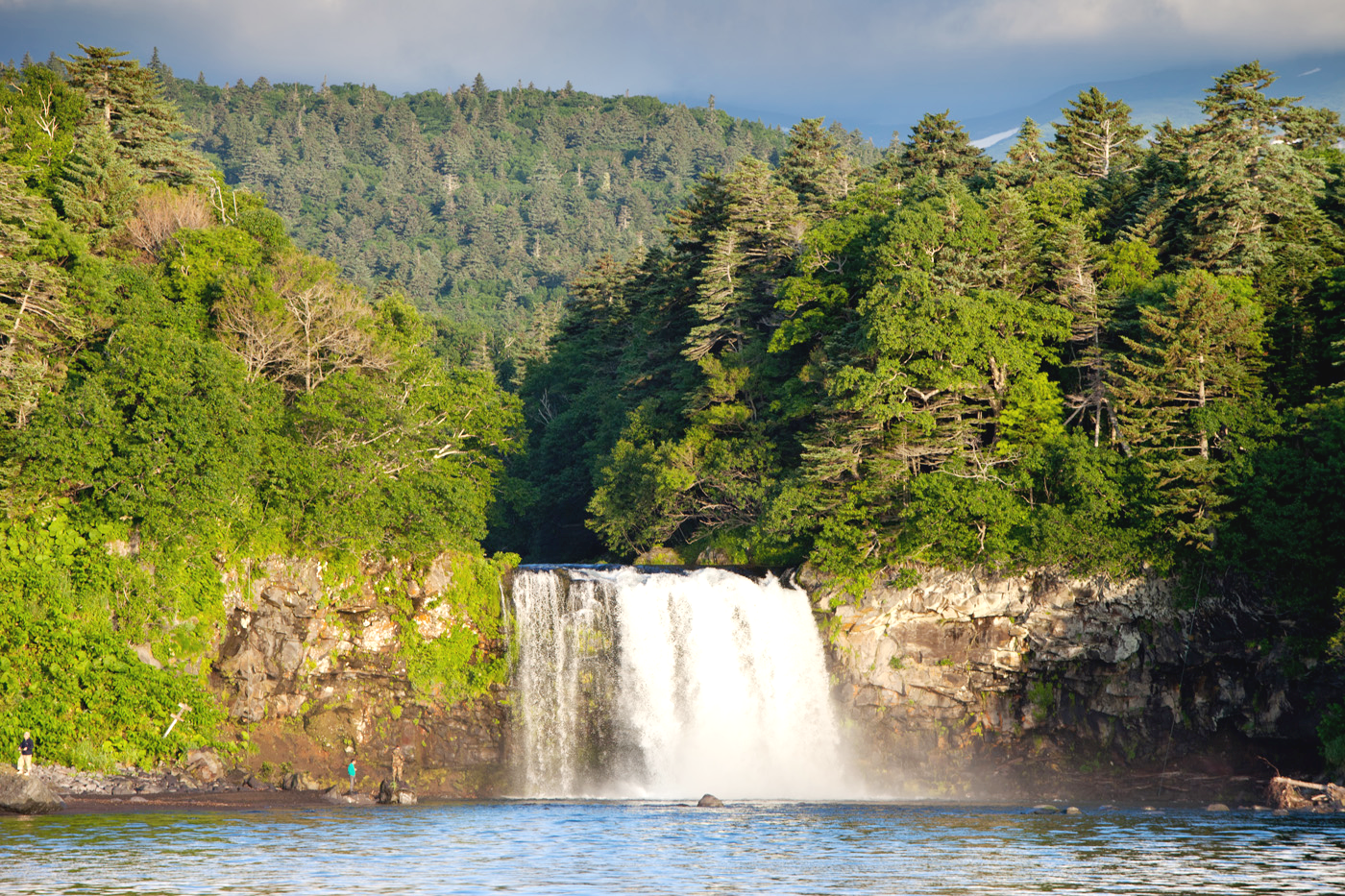
ソコボイの滝

面積は1489.27平方キロメートル (km2)、長さは123キロメートルに及ぶ細長い島で、沖縄本島より大きく、日本では、本土4島を除いて択捉島に次いで2番目の大きさを持つ島である。
2006年（平成18年）の島全体の人口6,801人（ロシア統計より）。中心集落である古釜布（ふるかまっぷ、ロシア語地名：ユジノ・クリリスクЮжно-Курильск＝「南千島の町」の意）の2006年の人口は、6,081人。
現在、本島はロシア連邦の実効支配下にあり、ロシアの制度上サハリン州南クリル管区に属している。1946年（昭和21年）1月26日以来、2022年（令和4年）時点に於いて日本の施政権は及んでいない。本島は日本が返還を要求している北方領土の4島のうちの一つで、択捉島に次ぎ2番目に大きく全体の29.6%の面積を占める。
日本の制度上、北海道根室振興局に所属し、国後郡泊村と留夜別村がおかれている。
北海道の羅臼町とは島の西で根室海峡（ロシア名：クナシルスキー海峡 Кунаширский пролив）、標津町とは南西で野付水道（ロシア名：イズメナ海峡 пр. Измены）、択捉島とは北東で国後水道（ロシア名：エカチェリーナ海峡 пр. Екатерины）を隔てている。
また、南東には日本名の該当が無い海峡（ロシア名：南クリリスキー海峡 Южно-Курильский пролив）を隔てて、色丹島と歯舞群島（ロシア語：マラヤー・クリルスカヤ列島 Малая Курильская гряда）が平行している。
島の北東部には、理由は不明だが地図上で東西が逆になっている西ビロク湖（2.86km2）と東ビロク湖（3.52km2）、中部にはニキショロ湖（3.43km2）、古釜布沼、南部には東沸湖（7.74km2）、一菱内湖（2.89km2）、ケラムイ湖（1.60km2）がある。
火山が多数聳える島でもあり、一菱内湖は80℃近い温泉から成り、硫黄の臭いが漂う。また、一部の川からも温泉が流れており、天然の露天風呂となっている場所が存在する。
主な山を北東から並べると次の通り。
- ルルイ岳（海抜1,485メートル (m)、ロシア名：ルルイ岳 г.Руруй）
- 岩山（いわやま、同1,189m、ロシア名：スミルノフ）

ルルイ岳の南、爺爺岳の北西に位置する。
- 爺爺岳/爺々岳（ちゃちゃだけ、同1822m、ロシア名：チャチャ火山 Влк Тятя）

ルルイ岳の南東に位置する火山で、アイヌ語では「チャチャ・ヌプリ（お父さん・山→お父さんの山）」と呼ばれていた歴史があり、本島に住むロシア人は親しみを込めて「チャチャ」と呼ぶ。晴れた日には北海道から見える。
1812年、1973年、1974年、1975年、1978年、1981年に噴火しており、北海道からは火山灰、噴煙、爆発音が度々観測されている。
- エビカラウス山（同842m）
- 摺針山（すりばりやま、同448m）

エビカラウス山の東に位置する。
- 円山（まるやま、同476m）
- 羅臼山（らうすやま、同887m、ロシア名：メンデレーエフ火山 влк. Менделеева）

1880年に噴火。
- 小羅臼山（こらうすやま、同800m）
- 泊山（とまりやま、同541m、ロシア名：ガラブニノ火山 влк. Головнина）

1848年に噴火。麓は火山ガスが出ており、一菱内湖はその影響を受けていると思われる。

### 活火山一覧表
| 日本名   | ローマ字                    | ロシア名        | 英名              | 座標                                   | 標高  | 最新噴火    | 備考 |
| -------- | --------------------------- | --------------- | ----------------- | -------------------------------------- | ----- | ----------- | --- |
| ルルイ岳 | Rurui-dake                  | Руруй           | Rurui             | 北緯44度27分15.2秒 東経146度08分24.0秒 | 1481m | 後期更新世? | 火口は浸食で失われている。北西山麓に噴気活動。 |
| 岩山     | Iwayama                     | Смирнов         | Smirnov           | 北緯44度25分20.0秒 東経146度07分39.4秒 | 1187m | 完新世?     | 南東山麓にU字状の地形があり、その中に複数の溶岩ドームが存在する。 |
| 爺爺岳   | Chacha-dake / Chacha-nupuri | Тятя            | Tyatya            | 北緯44度21分13.0秒 東経146度15分11.4秒 | 1772m | 1981年      | 頂部に約2.4kmの火口とその中に比高約300mの中央火口丘を持つ独立峰。主に玄武岩質安山岩からなる。1973年に大規模な噴火（噴出量0.2km3）が発生し、北麓、東麓、南麓に火口が形成された。この中でも南麓に形成された火口が特に大きく、直径600m程度。最新噴火は1981年の水蒸気爆発。 |
| 羅臼山   | Rausu-yama                  | влк. Менделеева | Mendeleev volcano | 北緯43度58分44.0秒 東経145度43分57.0秒 | 882m  | 1880年      | 安山岩・デイサイトからなる成層火山で、頂部は中央火口丘の溶岩ドームとなっている。約4.4万年前の大規模な噴火（噴出量60km3）によってカルデラが形成された。小羅臼山（797m）は先カルデラ火山。最新噴火は1880年の水蒸気爆発。                                                  |
| 泊山     | Tomari-yama                 | влк. Головнина  | Golovnin volcano  | 北緯43度50分37.8秒 東経145度30分15.9秒 | 535m  | 19世紀中頃  | 直径約4.7kmのカルデラで、泊山は外輪山南側に位置する。約4.4万年前の噴火（噴出量15km3）によってカルデラが形成された。内部には一菱内湖（Горячее）、火口湖のポントー（Кипящее）が存在しており、噴気が活発。                                                                 |

## 自然

### 動物

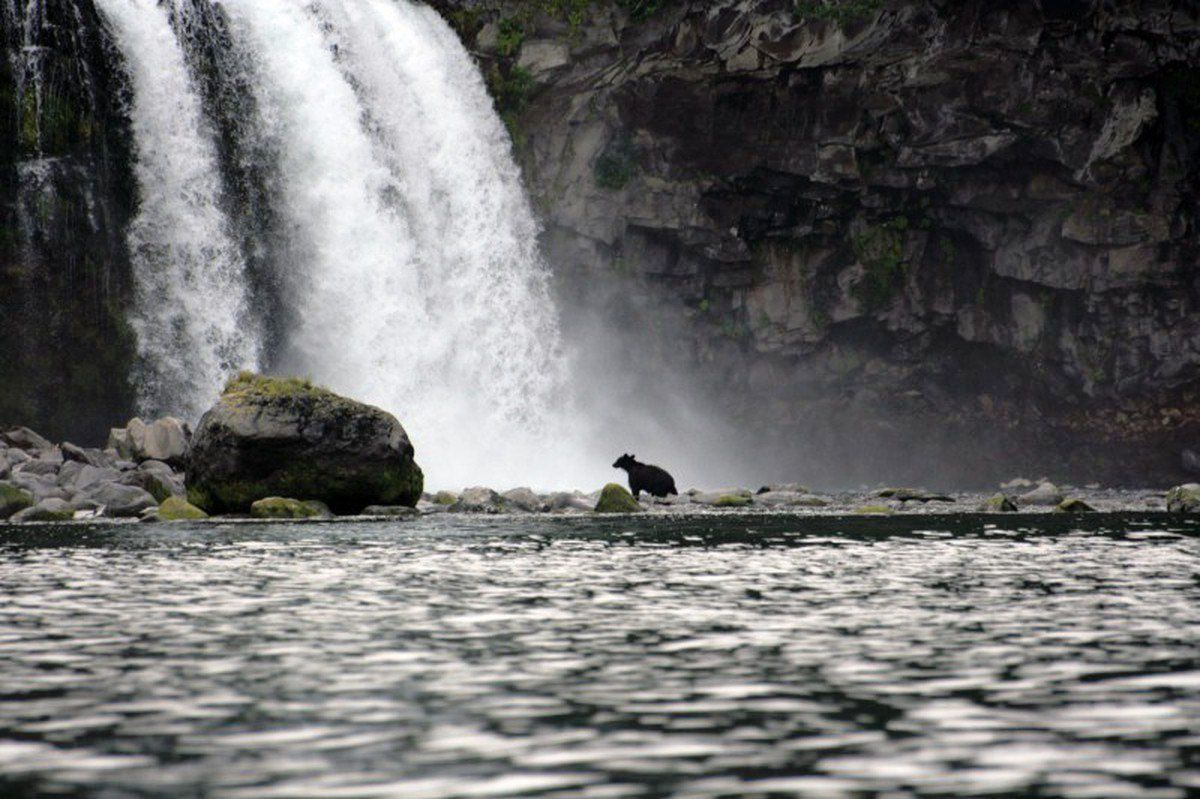
ソコボイの滝とヒグマ

かつてはエゾオオカミが生存しているのではないかと言われていたが、現在では生存は確認されていない。
ヒグマが存在しており、2009年10月には同島と択捉島だけに生息するとされる白い個体群の撮影に成功した。同島に生息する推定300頭の約1割が白いヒグマとみられ、引き続き調査が行われている。

### 植物
択捉海峡にある植生境界とされる宮部線に近いため、北海道の道東地域とも異なる植生である。国後島中部太平洋側の湿原にはチシマイチゴなどがみられる。

## 行政区分

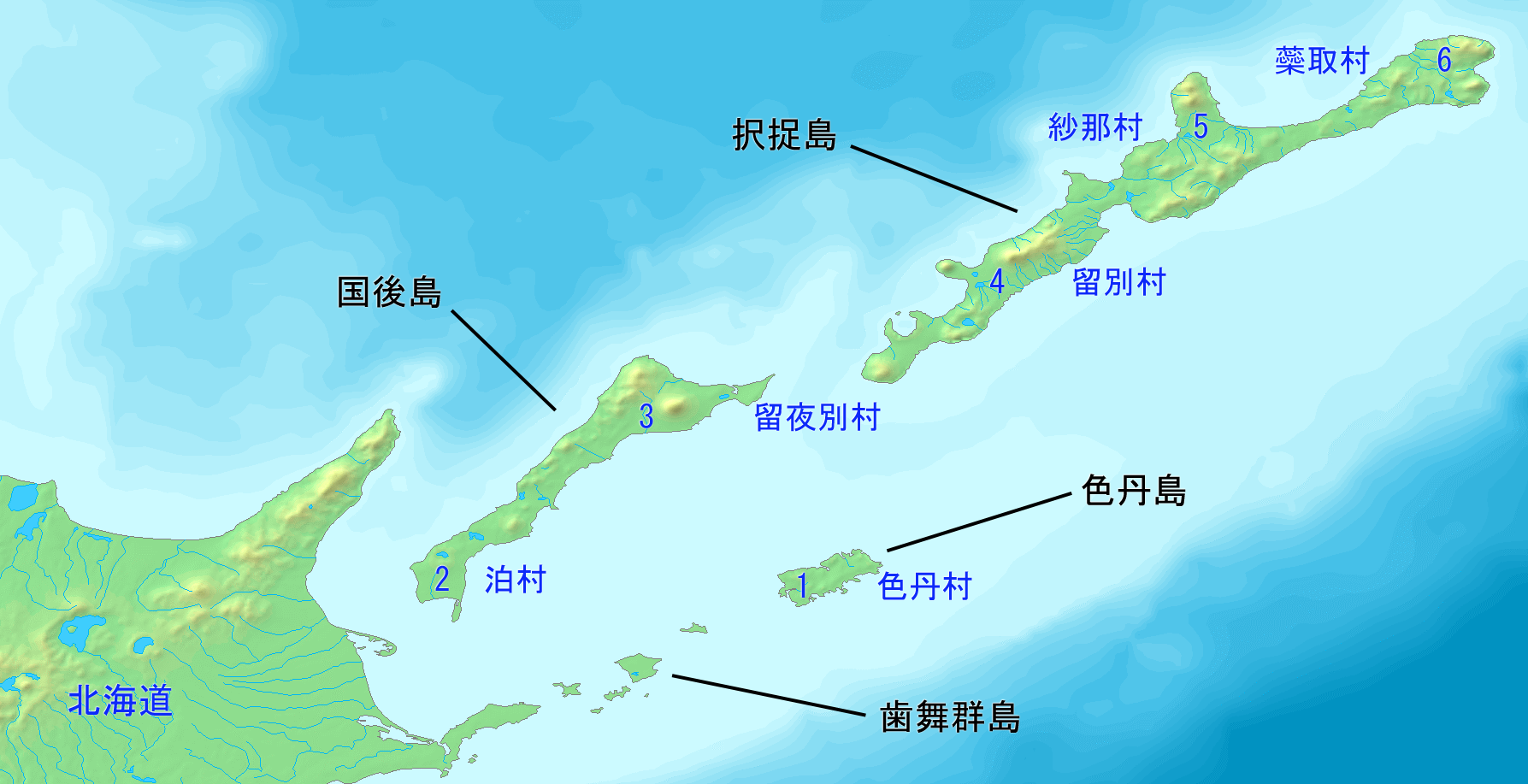
歯舞群島、色丹島、国後島、択捉島の位置図。
1. 色丹村、2.泊村、3.留夜別村、4.留別村、5.紗那村、6. 蘂取村（2,3は国後島に位置する。）

日本
- 北海道根室振興局
  - 国後郡 - 泊村、留夜別村

 ロシア連邦
- サハリン州
  - 南クリル管区

## 歴史

### 先住民族
1600年以前、アイヌ人が居住していたのは確実である。なお、アイヌ人の居住以前に「オホーツク系」とされている民族が先住していたとされている。チャシが建設されていた。さらに、「オホーツク系」とされている民族の前には、縄文文化を持った縄文人が先史時代から居住した。なお「オホーツク系」とされている民族が暮らしていた時代は、考古学上、比較的短期間である。

### オランダ人上陸
1643年、オランダ東インド会社の地理学者マルチン・ゲルリッツエン・フリースは、ウルップ島に上陸、十字架を立て「コンパニースラント」（東インド会社の土地）と命名し、領土宣言をした。択捉島には「スターテンラント」（オランダ国の島）と名付け、国後島に上陸し、地図を制作。

### 和人の認知および上陸
寛永21年（1644年）『正保御国絵図』には、「くなしり」が島の名称として記録される。『津軽一統志』（巻第十之下）によると、正保4年（1647年）頃に「らつこ島」の「くなしり」を訪れた松前の和人がいた。また『勢州船北海漂着記』によると、寛文元年（1661年）に伊勢国松坂の七郎兵衛の船が遭難して得撫島に漂着し、そこから択捉島や「くる尻」（原文ママ）などを経由して江戸に帰ったとされる。

### 和人の本格的進出・島の領有
江戸時代には、1754年（宝暦4年）松前藩によって家臣の知行地として開かれた国後場所に属する。当初、国後場所の領域には択捉島や得撫島も含まれていた。場所請負制も参照。商人飛騨屋に対して「場所」と呼ばれた交易・漁業拠点の運営を行わせていた。飛騨屋はアイヌ人を雇用して経営を行い、商取引や労働条件に不満を募らせたアイヌ人はついに、1789年（天明9年）5月、国後島泊の運上屋（藩の出先機関・交易拠点）を襲撃した。これは対岸の根室・標津方面にまで広がり、大規模な「寛政蝦夷の乱（いわゆるクナシリ・メナシの戦い）」に発展した。松前藩は、260名の鎮圧部隊を送り込み、首謀者のアイヌ人37名を全員処刑して、蜂起は鎮圧された。この結果、場所請負人の変更や、いくぶん商取引や漁場での労働条件の改善が見られた。安政元年（1855年）の日露和親条約で、国後島の日本領有は国際的に確認された。

### ロシア人上陸
1760年代後半、ロシア人が国後島に度々現れるようになり、ロシア人の地図には国後島までがロシアの領土であることを示していたが、実効支配に及んでいない。
1811年（文化8年）、ロシアの海軍軍人ヴァシーリー・ゴロヴニーン（ゴローニン）は、ロシア帝国軍に命じられた千島列島測量のため国後島に上陸したが、幕府役人調役奈佐瀬左衛門やアイヌたちに捕縛され、箱館に連行された。ゴローニンはその後、1813年（文化10年）9月に箱館へ来航したディアナ号艦長ピョートル・リコルド（Пётр Иванович Рикорд）が幕府と交渉を行った結果解放され、帰国した。
1855年（安政2年）、日露和親条約が締結される。この時日本はアイヌを日本国民としたうえで、アイヌの生活圏が日本領であると主張し、国後島の領有をロシアに認めさせた。

### 近代以降

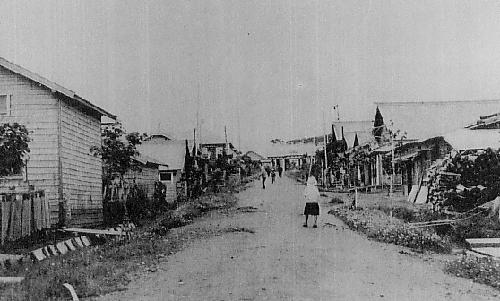
戦前の国後島泊村

第二次世界大戦前は、北海道本島からの船が発着した泊（ロシア名：ガラブニノ Головнино）に国後島全体を管轄する官庁や神社がおかれ、中心集落であった。島の沿岸には、全域にわたり80以上もの漁業集落が点在しており、産業としては、コンブやサケ、カニなどの漁獲高が多く、缶詰製造で栄えた。また、畜産や金属鉱石、硫黄の採掘も行われていた。

### ソ連による占領・不法占拠

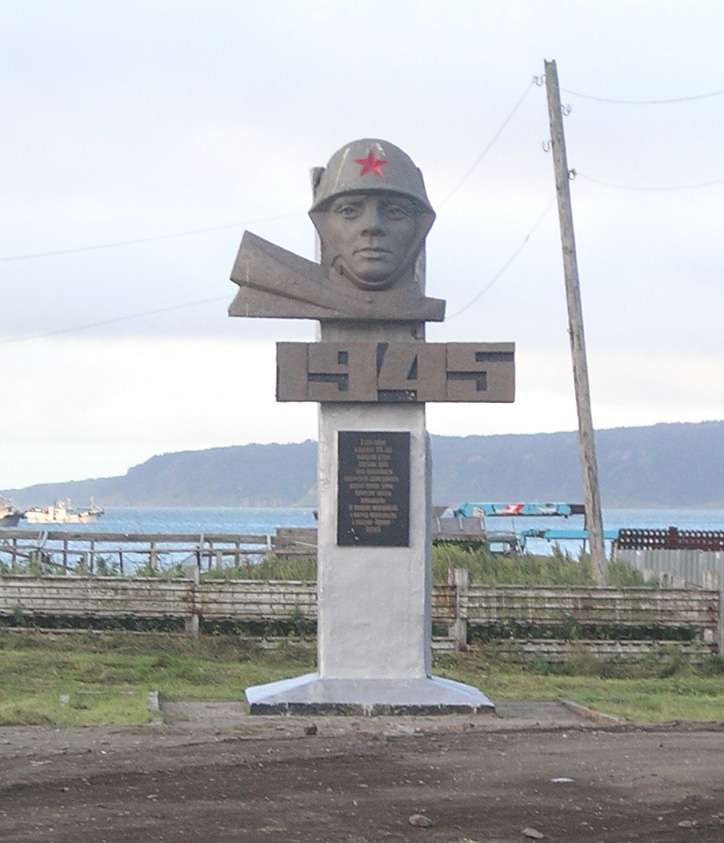
古釜布にソ連が建立した国後島占領記念碑

1945年（昭和20年）、日本のポツダム宣言受諾通知後、ソ連軍が日ソ中立条約を破棄して千島列島に侵攻を開始し、太平洋戦争の降伏文書調印（1945年9月2日）の前日9月1日にソ連軍が国後島に上陸して、占領した。
ポツダム宣言第7条に従って日本の諸地点は連合国に占領されたが、国後島を含む千島列島は、一般命令第1号によって、ソビエト連邦（ソ連）の占領地となった。1946年（昭和21年）1月29日、GHQからSCAPIN-677が命令され、日本は国後島を含む千島列島の施政権を停止されると、2月20日、ソ連はこれら地域を自国領土に行政編入した。なお、SCAPIN-677は領有権の移転を命じたものではない。
同年3月には、島内の通貨が日本円からソビエト連邦ルーブルに変更された。当初は、ハバロフスク地区の一部とされていたが、1947年（昭和22年）1月にはサハリン州が成立した。1946年（昭和21年）12月、GHQとソ連との間で日本人全員の引き上げが合意されると、1948年（昭和23年）までにほぼ全員の日本人が北海道本土に強制送還された。戦後のソ連は、日本に近すぎる泊を嫌い、ユジノクリリスク（Южно-Курильск）という新たな中心集落を、日本時代の漁村であった古釜布を望むほぼ無人であった高台に建設した。
ソ連占領後の国後島は、日米安保条約のもとにおかれた日本に対峙する共産圏の最前線となり、軍事基地や国境警備隊基地が多く配置された。その後、日本政府はサンフランシスコ平和条約に絡む国会審議の過程で主権を放棄する千島列島に国後島が含まれるとしていた。
その後は冷戦や朝鮮戦争の勃発もあり、ソ連との公的な外交が断絶した状態が続いた。1953年（昭和28年）10月には、アメリカ軍情報部無線局から指令を受けた日本人2人が飛行場の調査を目的に島に潜入。ソ連側の警備兵に発見され、銃撃戦で1人が死亡、1人が逮捕される事態となったが、事件の発生は秘匿された。
ようやく1956年（昭和31年）の日ソ平和条約交渉において国後島を含む北方領土の返還を要求したがソ連の受け入れるところではなく、同年の日ソ共同宣言による国交回復以降も、日本政府の返還要求をソ連が拒否し続けた。
1967年（昭和42年）からは墓参りを目的とした少人数の日本人訪問が実現するようになったが、占領以降、墓地の管理は行われていなかったため元住民が望む形の訪問にはならなかったこともある。2回目の1969年（昭和44年）に島泊を訪問した墓参団の例では、200ばかりあった墓石が5つしか残っていなかったとの報告がある。その後は、ソ連側が査証（ビザ）を要求するようになり、長期中断を余儀なくされた。
辺境地として労働条件もソ連本土に比べ優遇されていたため、ソ連末期の1989年（平成元年）にも7,766人が居住していた。
日本政府見解としては同島のロシアによる占領は70年以上を経た現在でも継続されている両国関係の正常化を阻害している重大問題であり、大西洋憲章の理念、カイロ・ポツダム宣言の条項、GHQ訓令SCAPIN第677号の解釈、および連合国と日本国の間に締約されたサンフランシスコ条約の解釈などに反し、また平和裏に確認された日露和親条約以来の日本固有の領土であった当地域へのロシアによる領土権の主張は不当であるとしている。

### ソ連崩壊後の現状

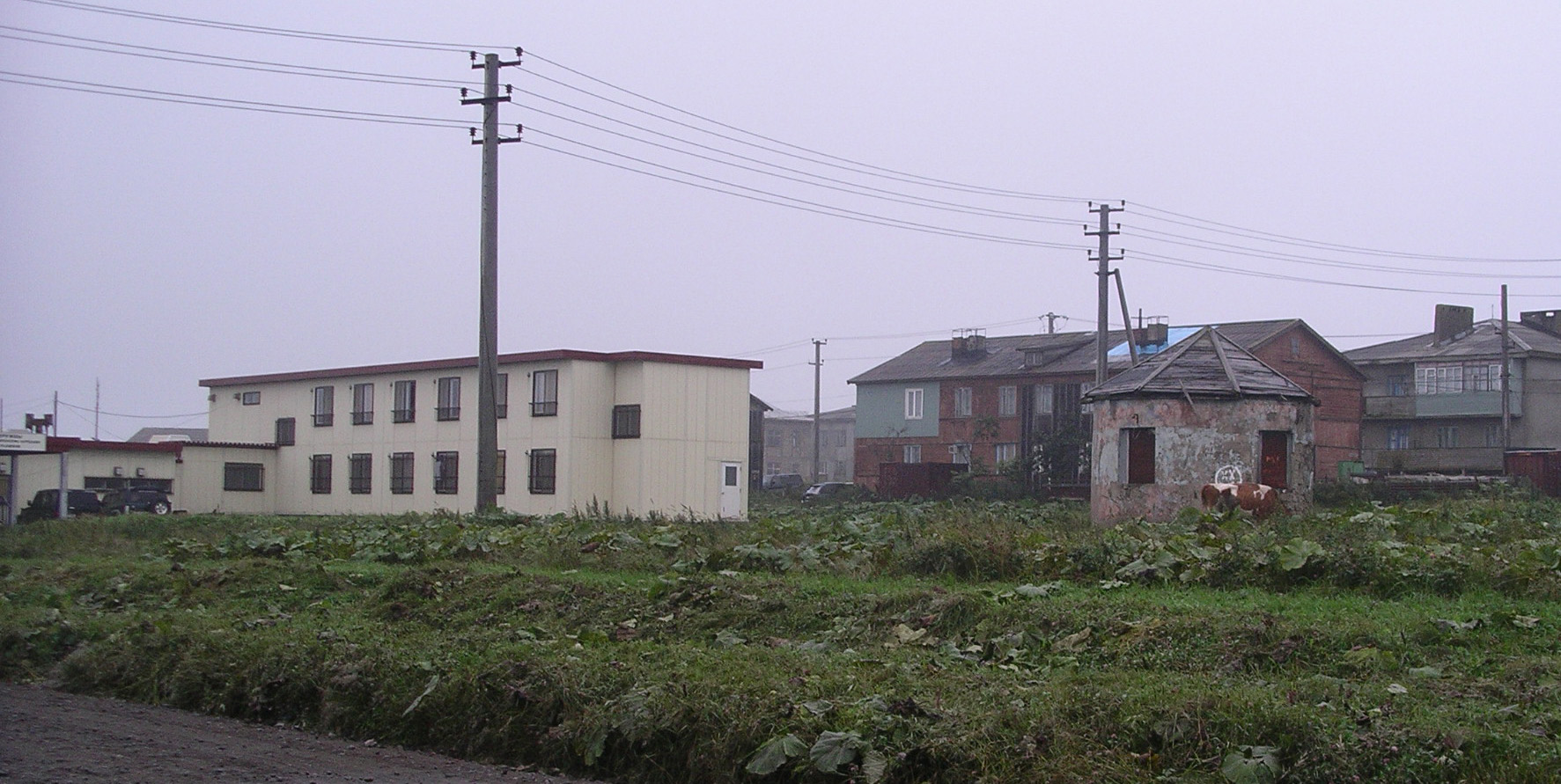
古釜布中心街にある日本人とロシア人の友好の家（通称：ムネオハウス）

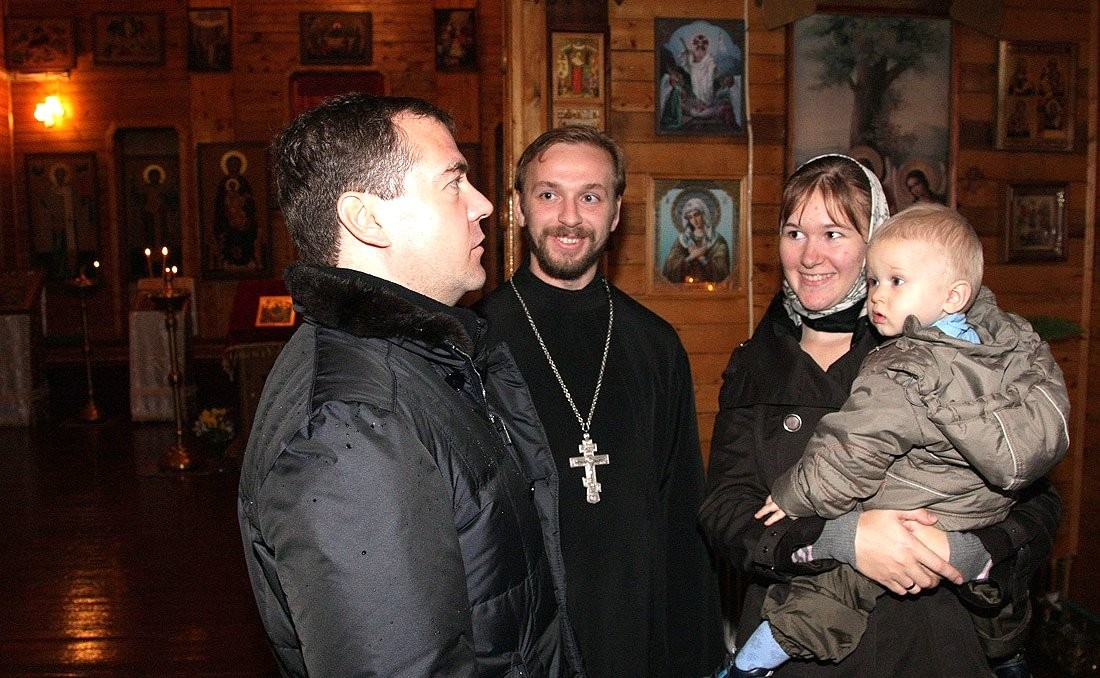
2010年（平成22年）11月、国後島を訪問したメドヴェージェフ大統領

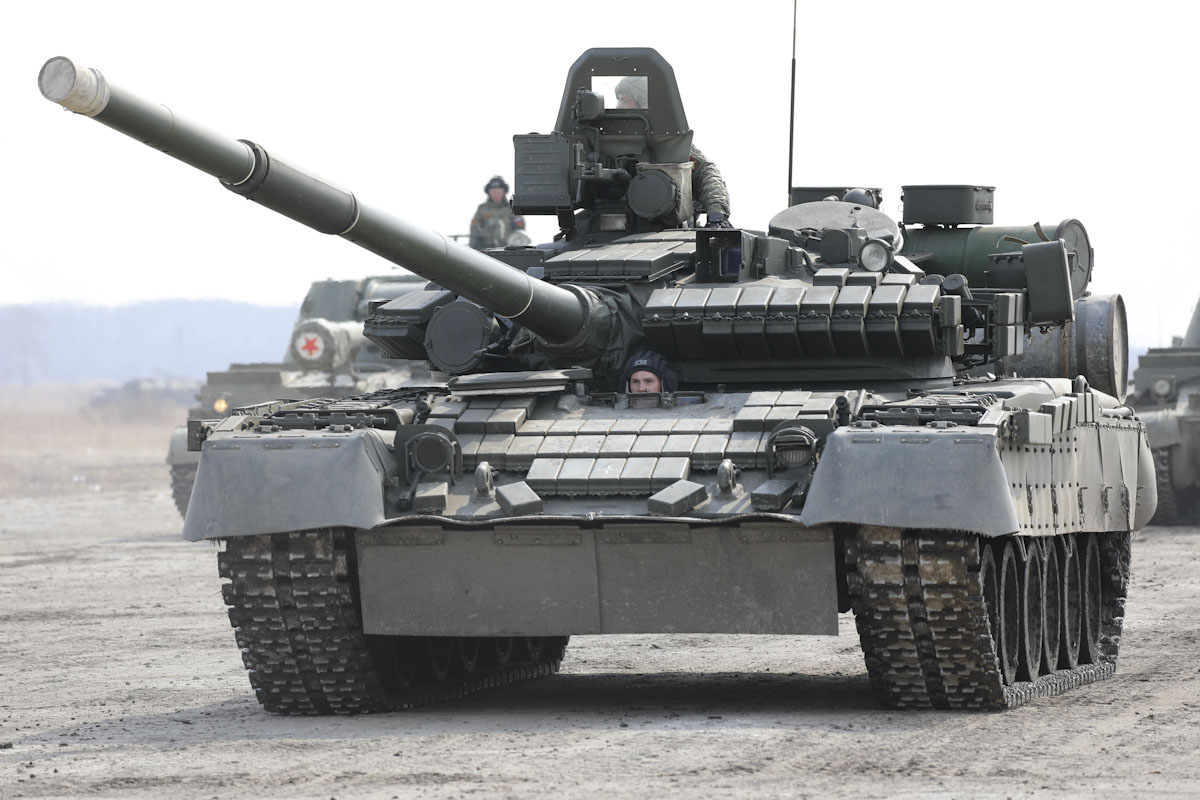
国後島に配備されているとみられるT-80BV

ソ連崩壊後、不法占拠を引き継いだロシア連邦が自国領という立場を継承している。
国後島と日本との関係はロシアになってから深まった。ソ連のミハイル・ゴルバチョフ大統領の来日成果を引き継ぐ形で、1992年（平成4年）からは北方四島交流事業（ビザ無し交流）が開始された。ソ連崩壊により労働条件の優遇措置が失われ、経済不振に陥った国後島では1994年（平成6年）に北海道東方沖地震の被害も発生したため、人口は減少傾向にあった。そこで1998年（平成10年）6月に日本の現職閣僚として鈴木宗男が初めて国後島を訪問し、さらに港湾整備、ディーゼル発電所建設、艀の供与、ロシア人避難所としての日本人とロシア人の友好の家（通称：ムネオハウス）の設置など、様々な日本政府の援助は歓迎され、国後島民の日本への感謝の気持ちは強まっていた。だが、この支援を巡り鈴木宗男事件が発覚、上記の支援をしていた鈴木宗男や外務官僚が逮捕、失脚した後は、大規模な経済援助は絶たれた。現在でもビザ無し交流は続いているが、日本政府は、多額の資金を要する新規の社会基盤整備はもちろん、既存の設備の維持管理費用支給もすべて打ち切った。
それと入れ替わるように、ロシア連邦政府が2000年代のめざましい経済成長に乗ってこの島にも人口増に向けたテコ入れをはじめた。2006年（平成18年）8月に策定された、2015年（平成27年）を目標年次とするロシア連邦政府の「クリル諸島社会経済発展計画」では、立ち遅れている交通インフラ整備や地熱発電所設置、観光開発などに重点的な投資がなされる予定で、古釜布港を改装し、大型船が横付けできる設備へと増強する計画がある。特に4倍に増える地熱発電による電力余力は日本を始め中国、韓国に呼びかけている、投資・開発の圧力になる。
現在の国後島の住民は、ほとんど中心集落の古釜布（ユジノクリリスク）とその周辺に集中して居住しており、それ以外の大半は無人地帯となっている。最北の集落は、近布内（ロシア語地名、オトラダОтрада）であり、留夜別村の区域に、現在住民は誰もいない。島の60%はロシア国立クリリスキー自然保護区に指定されており、民間人の立ち入りが規制されている。このため、原初的自然がよく保全されており、2005年に知床半島が世界遺産に登録された際には、国際自然保護連合 （IUCN）から、国後島と知床半島をあわせ、「保全の促進を（日露）両国で同意することが可能であれば、広範な『世界遺産平和公園（World Heritage Peace Park）』として発展させる」という提言が行われた。

### 2010年代
2010年（平成22年）11月1日、メドヴェージェフ大統領がソビエト時代を含むロシアの国家元首として初めて訪島した。2011年2月にメドヴェージェフ大統領がアナトーリー・セルジュコフ国防大臣に国後島を含むクリル諸島の軍備の近代化を指示して以降、国後島に駐屯する第46機関銃・砲兵連隊（第18機関銃・砲兵師団麾下）の規模は拡大した。2016年11月には、国後島に地対艦ミサイル3K60「バル」が配備された。2020年12月、択捉島と国後島に地対空ミサイルS-300V4が実戦配備されたとロシア国防省系のメディアが報じた。
2011年（平成23年）末、既存の地熱発電所更新事業においてアメリカ系の企業「タイガー・マシナリー社」の傘下企業が建設を受注し、2013年（平成25年）2月時点では既に着工している事が報道された。2015年（平成27年）に稼働し、国後島の電力需要の全量を賄うことができるとされる。
2012年（平成24年）7月3日にも、メドヴェージェフ大統領が国後島を訪島した。
2019年（令和元年）5月11日、北方領土へのビザなし交流訪問団に同行していた日本維新の会所属（当時）の丸山穂高議員が国後島の宿舎で酒に酔い、元島民の団長に「戦争で北方領土を取り返す」というような趣旨の発言をした上に買春を試みたことが報じられた。5月13日、モスクワで開催された日露知事会議の会場で、ロシア上院のコンスタンティン・コサチェフ国際問題委員長が「日露関係の流れの中で最もひどい（発言だ）」と記者団に述べたほか、5月17日に日本維新の会の片山虎之助共同代表と馬場伸幸幹事長がロシア大使館を訪れてミハイル・ガルージン駐日大使と会談、丸山が北方領土返還に関連して戦争に言及した問題について陳謝する事態となった。

### 2020年代
2021年（令和3年）8月18日、国後島に在住するロシア国籍の男性ワースフェニックス・ノカルドが、「ロシアから亡命するため」として、国後島から北海道本島へ海を泳いで移動し、日本政府へ難民認定を申請した。日本政府の主張に基づけば「ノカルドは日本の領土である国後島から、同じく日本領である北海道本島へ、国内を移動したのみ」と解釈されるため、同政府はノカルドへの対応に苦慮した。詳細は当該記事を参照。
2021年12月、国後島を主題としたフランスのドキュメンタリー映画「KOUNACHIR クナシリ」が全国で上映開始。使われなくなった兵器やごみが放置されている様子や、整わない生活基盤を嘆くロシア人島民の声を拾う内容。
2022年（令和4年）1月、ロシア軍東部軍管区は、新たに寒冷地仕様のT-80BV主力戦車を北方領土に配備したと発表した。国後島には、少なくとも30両以上のT-80BVが配備されているとみられている。同年2月にロシアによるウクライナ侵攻が発生すると島に駐留する軍の緊張感も増し、ロケット弾の発射訓練を始めとした軍事演習が盛んに行われることとなった。ウクライナ侵攻後、第18機関銃・砲兵師団は東ウクライナに移動したほか、S-300V4も姿を消したことからウクライナ方面に転用された可能性が指摘されている。
2022年は、海を挟んで対峙するロシアと日本との間で緊張感が増すこととなったが、一方で同年4月に知床遊覧船沈没事故が発生すると、日本側が行方不明者捜索の協力要請を行い、ロシア側もこれを認めた。同年5月6日には国後島西側の海岸で漂着した1人の遺体が発見された。その後、もう1人の遺体も発見。ロシア側でDNA鑑定が行われた結果、いずれも事故の犠牲者であることが判明している。

## 通信

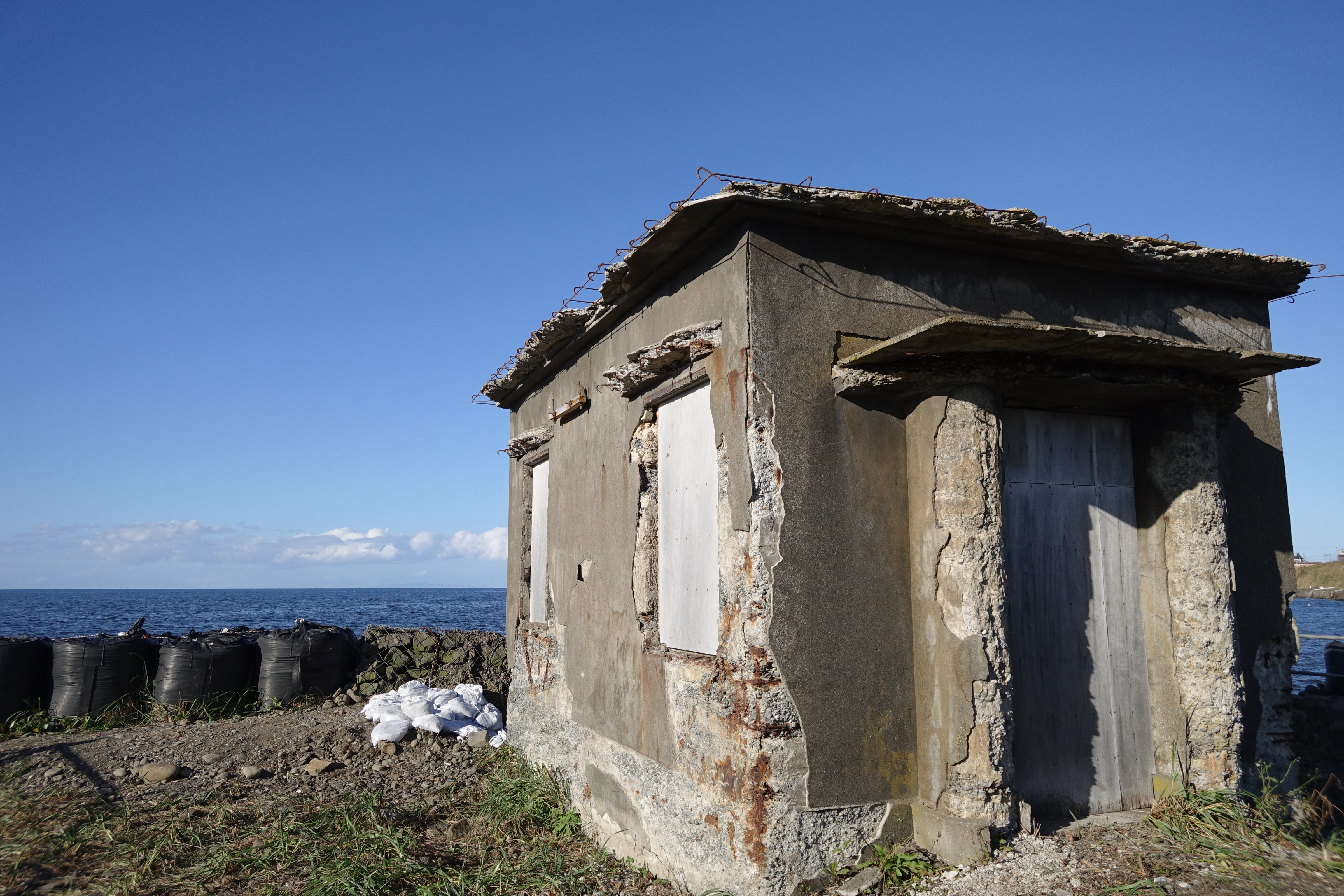
根室国後間海底電信線陸揚施設

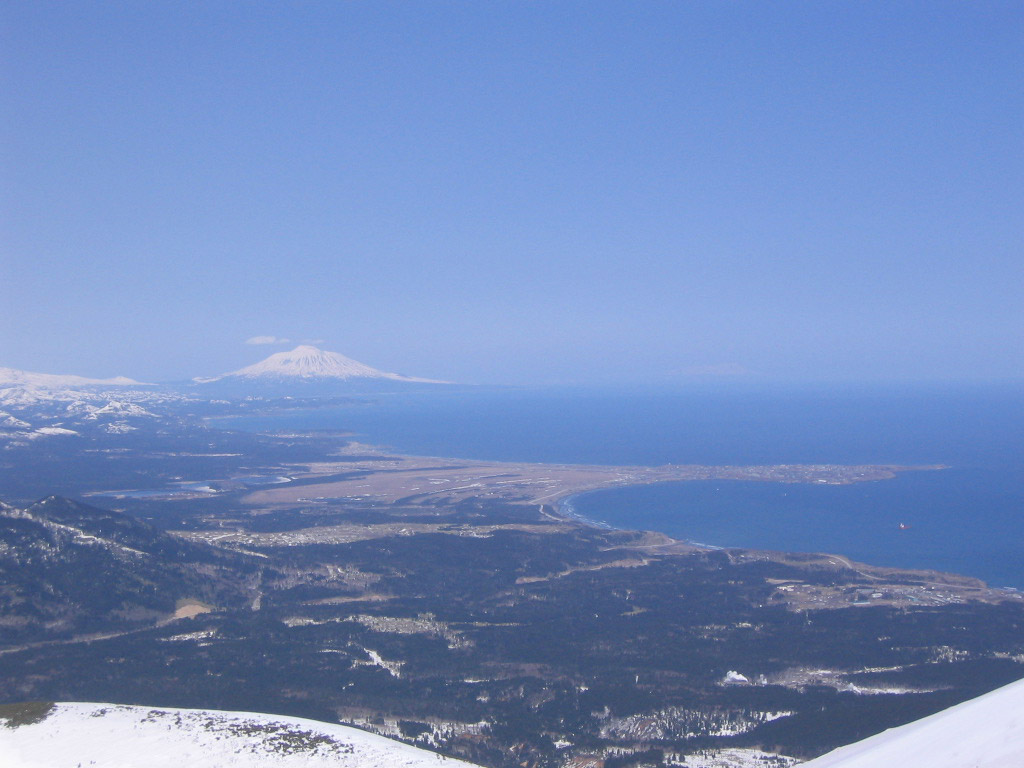
古釜布全景

1900年（明治33年）に日本の旧逓信省が国後島と根室市との間に通信用の海底ケーブル（38km）を敷設。1935年（昭和10年）には根室市に「根室国後間海底電信線陸揚げ施設」が設置された（同施設は2021年（令和3年）に国の登録有形文化財に登録）。この海底ケーブルは第二次世界大戦後に切断され、そのまま放置されたが、1999年にホタテ漁に支障があるため沿岸に近い1.5kmが撤去されている。
大部分の住民は、ロシアのテレビ（カラー方式はSECAM）を視聴している。地上波アナログ時代には、NTSC方式に対応したテレビ受像機を保有していれば日本のテレビ放送が受信可能な地域も存在した。北海道放送（HBC）では、一時、北方領土の住民向けに天気予報の画面にロシア語のテロップを入れていた。2011年（平成23年）7月を期にアナログ放送が終了して地上波デジタルに切り替わったため、以前アナログで受信できたエリアであっても、周波数や出力の関係から日本のテレビの受信は困難な状況であると推定される。
ラジオ放送については、ユジノクリルスク中継局でAMが972kHz / 0.2kW、FMが69.68MHz、放送時間は日本時間4時から23時までという情報があるが確認は出来ていない。放送系統はラジオマヤークとのこと。
固定電話も郵便も、基本的にロシア向けの国際通話、国際郵便となる。島内はロシアの携帯電話会社（MegaFon MTS）が参入し使用可能であるが方式はGSMであり、3Gでは接続できない。エリアはユジノクリルスクとGolovninoの周囲とされている。日本の携帯電話は、島内ではローミング可能機の接続が可能と推定されるが確認はされていない。過去に北海道本土が直接見える西北海岸や高台に行けば、日本の携帯電話を用い、北海道側の基地局を経由する日本の国内通話として日本本土との通話が可能であったが、小ゾーンの3G方式が主流の、現在の携帯電話での接続の可否については不明である。

## 日本本土との交通

### 北海道本土から国後島へ
戦前は、根室から国後島最南の泊村まで定期の船便があったが、戦後は、北海道本土から国後島への定期公共交通は、船便・航空便ともに存在しない。北海道本土から島に直接渡る場合は、「ビザなし交流」に参加し、チャーター船で根室港から出発、古釜布に入港する。「ビザなし交流」の場合であっても、チャーター船がロシアが主張する領海に入ると、国際航路を通行する船舶の慣例によってロシア国旗をマストに掲げ、また、古釜布に到着後は、ロシアの税関当局による入域審査を受ける。なお、このチャーター船の利用は、旧島民、その子孫、ならびに返還団体から推薦された者や報道関係者等に限定され、一般の日本人は自由に利用することができないため、樺太経由で渡ることとなる。

### 樺太経由で国後島へ

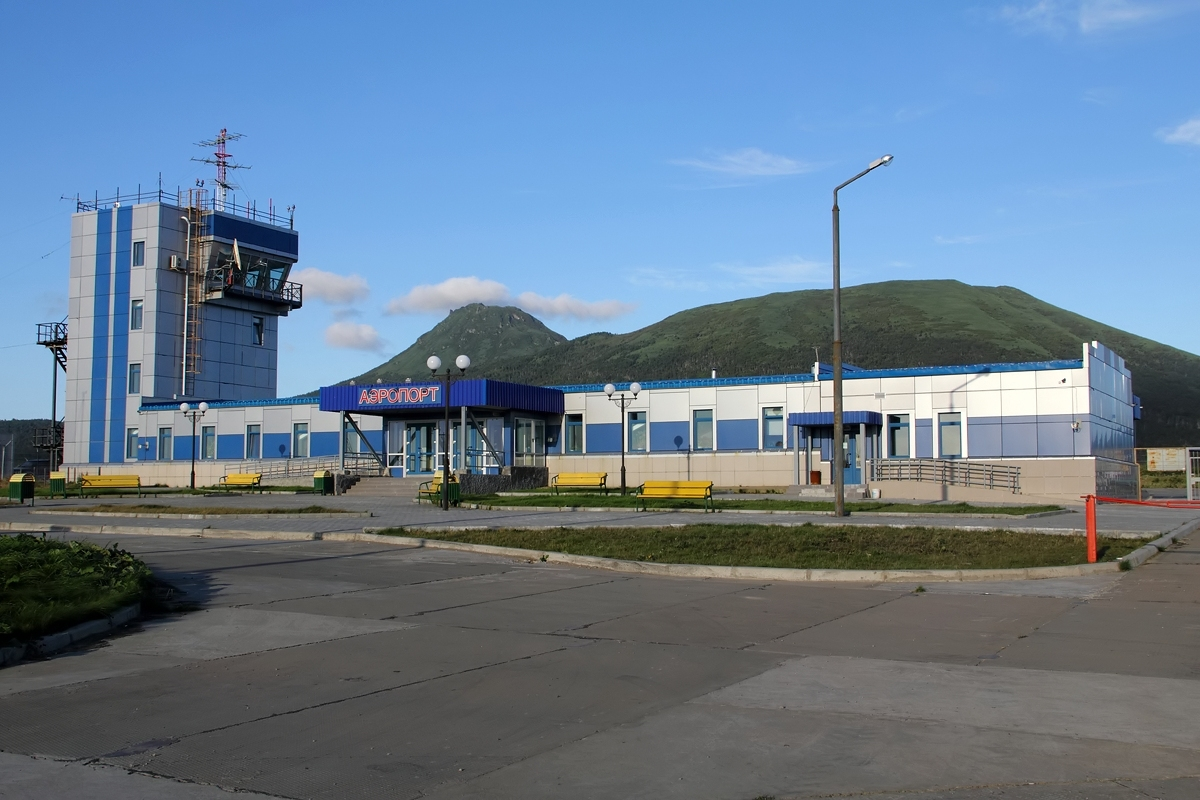
メンデレーエフ空港のターミナル

現在の国後島のメンデレーエフ空港（Аэропорт Менделеево）にアクセスする定期公共交通は、ロシアが実効支配する樺太を拠点に運航されている。ユジノサハリンスク空港からはサハリン航空のプロペラ機が週4便（月、木、土、日、いずれも午後発）、メンデレーエフ空港へ就航している。しかし、有視界飛行であるため、霧がかかりやすい夏季は欠航になりやすい。滑走路や空港設備が整備不良のため安全基準を満たしておらず、安全のため運航を見合わせているとの情報もある。
また、コルサコフ（大泊）港からは、サハリンクリル海運の貨客船「イゴール・ファルフトディノフ」号が週2便出発している。この船は、月曜日にコルサコフを出帆、火曜日に択捉島、水曜日に色丹島ならびに国後島に寄港、木曜日にコルサコフ帰着、金曜日にコルサコフ発、土曜日に国後島と色丹島、日曜日に択捉島に寄港、月曜日にコルサコフに戻るというスケジュールで、3月〜12月まで運航される。（2017年）現在、州政府が2隻体制を採っているが、1隻はエンジン故障のため復帰の目途はたっていない。今後、輸送力を強化するために、2隻の追加配備が検討されている。
一般の日本人・外国人が国後島を訪問するには、ロシアのビザでまず稚内または新千歳、あるいは成田などから（もしくはソウル経由で）樺太に渡り、ユジノサハリンスク（豊原）にて国後島への通行許可証を取得後、樺太から空路または海路でアクセスすることになる。この方法は、国後島におけるロシアの主権に服する行為であるとして、内閣が1989年（平成元年）以降自粛を要請しているが、この自粛要請に法的強制力は無い。
その一方、ロシア側では国後島への旅行に人気がある。

## 国後島が見える街

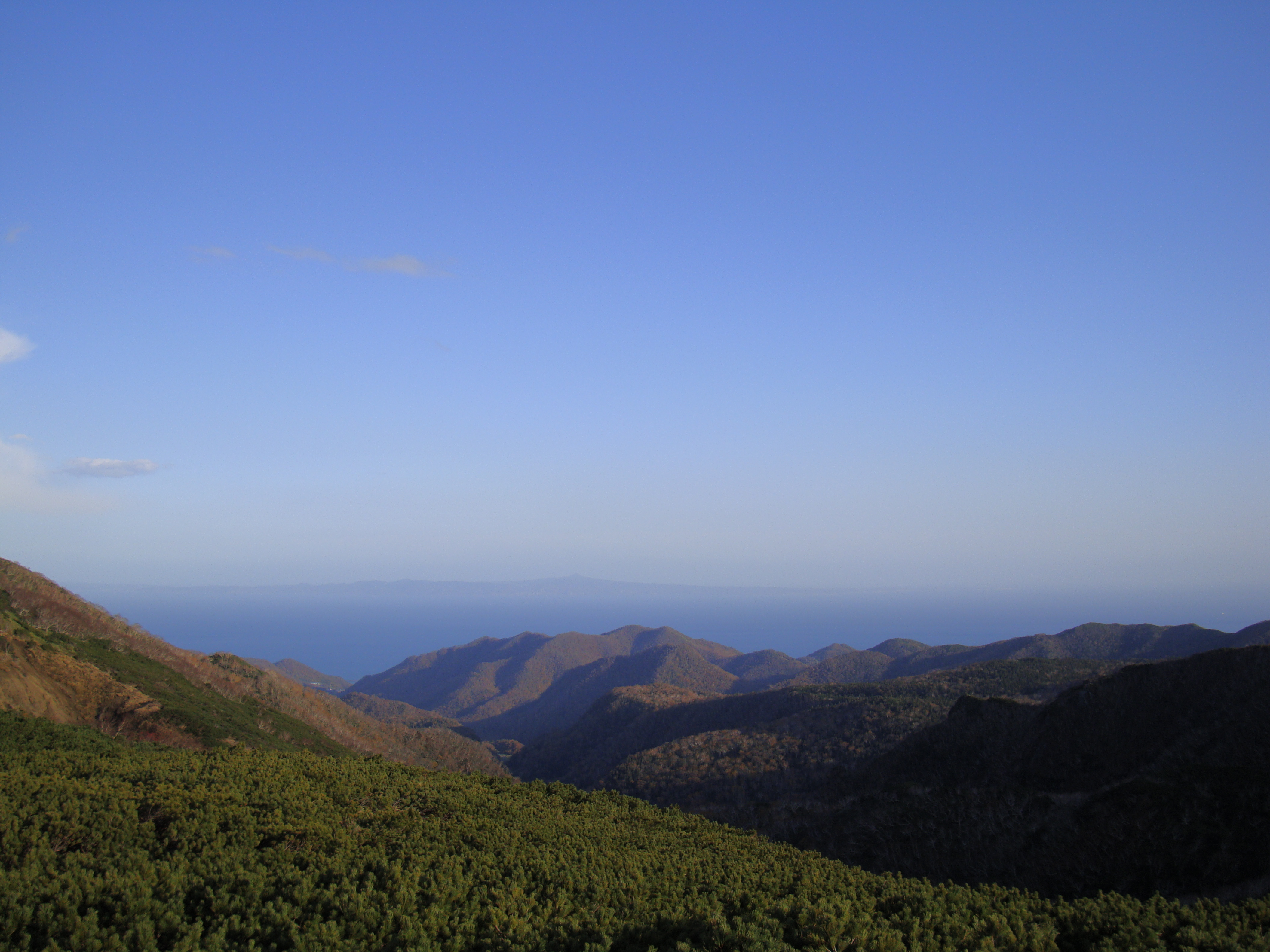
知床峠より望む国後島

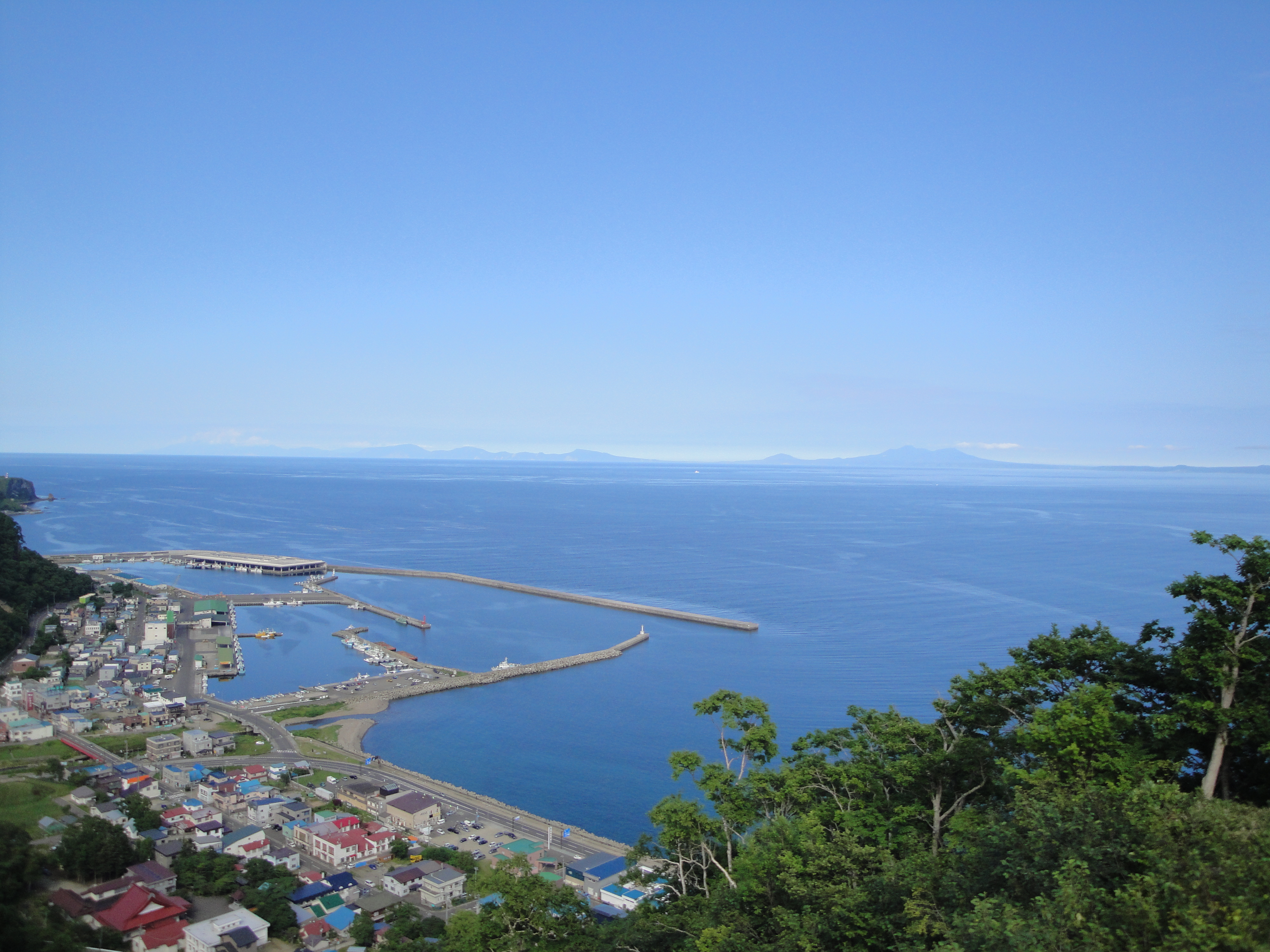
羅臼国後展望台の中から国後島を眺める。（2011年7月）

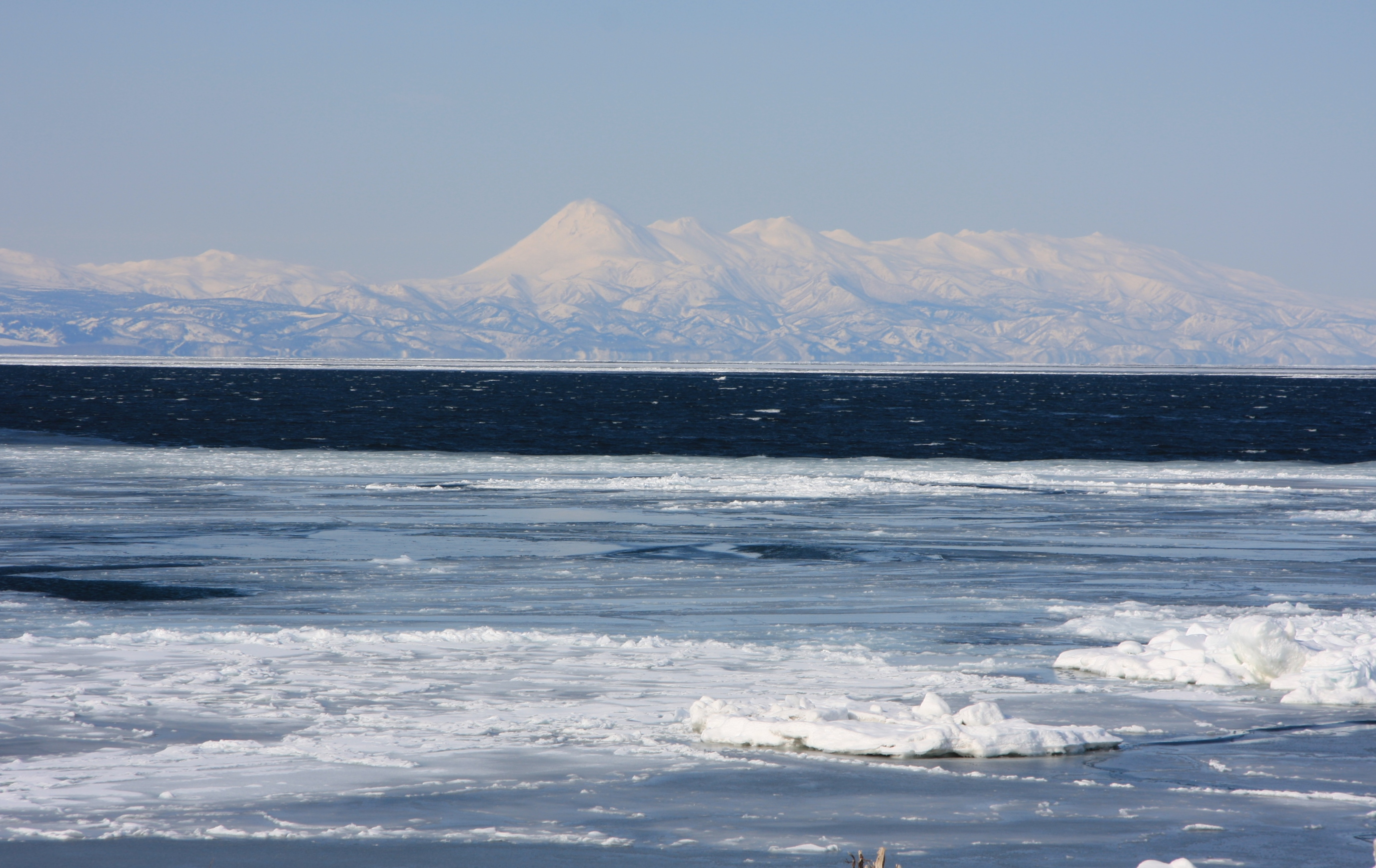
野付半島より望む国後島

対岸に位置する北海道本島の別海町、標津町、羅臼町からは国後島泊村を間近に見ることができる。ただし、国後島の北岸側には、別荘地（ダーチャ）を除けば集落は1つも無く、対岸に人家らしい影は見ることができない。夜間に時折、自動車のヘッドライトを見ることができる程度である。逆に、国後島の名勝である材木岩 (ロシアではストルブチャティ岬と呼ばれる。)がある西北海岸からは、知床半島の山岳が巨大に望まれる。

### 国後館（羅臼町）
戦前に国後島で教員を務め、後に羅臼町長になった村田吾一の邸宅が、国後島返還に向けた記念館として開放されている。

## 備考
- 楽曲「知床旅情」（作詞・作曲：森繁久彌）の中で、国後島で白夜が明けるという詞があるが、国後島を含む北海道地方に白夜はない。